# Maside
Maside ist ein Ort und das Verwaltungszentrum einer Gemeinde (municipio) mit 2.742 Einwohnern (Stand: 2024) in der Provinz Ourense in der Autonomen Region (Comunidad Autónoma) Galicien im Nordwesten Spaniens.

## Lage und Klima
Maside liegt etwa 14 km nordwestlich von Ourense in einer Höhe von ca. 380 m. 
Das vom Atlantik geprägte Klima ist gemäßigt und nicht selten regnerisch (ca. 1225 mm/Jahr).

## Bevölkerungsentwicklung der Gemeinde
Quelle: INE-Archiv – grafische Aufarbeitung für Wikipedia
Durch Fortzug in die umliegenden Städte ist die Bevölkerung seit den 1950er Jahren stetig gesunken.

## Gemeindegliederung
Die Gemeinde Maside ist in neun Parroquias gegliedert:
| Parroquias              | Patrozinium | Einwohner 2024 | Fläche km² | Dichte Einw./km² | Höhe msnm | Ortskennzahl |
| ----------------------- | ----------- | -------------- | ---------- | ---------------- | --------- | ------------ |
| Amarante                | Santa María | 757            | 7,08       | 107              | 380       | 32045010000  |
| Armeses                 | San Miguel  | 200            | 4,22       | 47               | 382       | 32045020000  |
| Garabás                 | San Pedro   | 394            | 7,87       | 50               | 411       | 32045030000  |
| O Lago                  | San Martiño | 149            | 3,61       | 41               | 385       | 32045040000  |
| Louredo                 | Santa María | 131            | 5,25       | 25               | 407       | 32045050000  |
| Maside                  | San Tomé    | 823            | 3,61       | 228              | 378       | 32045060000  |
| Piñeiro                 | San Xoán    | 83             | 4,07       | 20               | 424       | 32045070000  |
| Rañestres               | San Mamede  | 70             | 1,71       | 41               | 370       | 32045080000  |
| Santa Comba do Trevoedo | Santa Comba | 136            | 2,64       | 52               | 394       | 32045090000  |

## Wirtschaft
| Ackerbau, Viehzucht und Fischerei                                                  | 021 | 02,27  |
| Industrie                                                                          | 145 | 015,69 |
| Bauwirtschaft                                                                      | 097 | 010,50 |
| Dienstleistungsbetriebe                                                            | 661 | 071,54 |
| Total                                                                              | 924 | 100,00 |
| * Daten aus dem Statistischen Amt für Wirtschaftliche Entwicklung in Galicien, IGE |     |        |

## Sehenswürdigkeiten
- Marienkirche in Amarante
- Marienkirche in Louredo
- Michaeliskirche in Armeses
- Peterskirche in Garabás
- Martinskirche in El Lago
- Thomaskirche in Maside
- alte Thomaskirche in Maside
- Kirche San Mamed in Rañestres
- Johanniskirche in Piñeiro
- Kolumbakirche in Trevoedo
- Rathaus

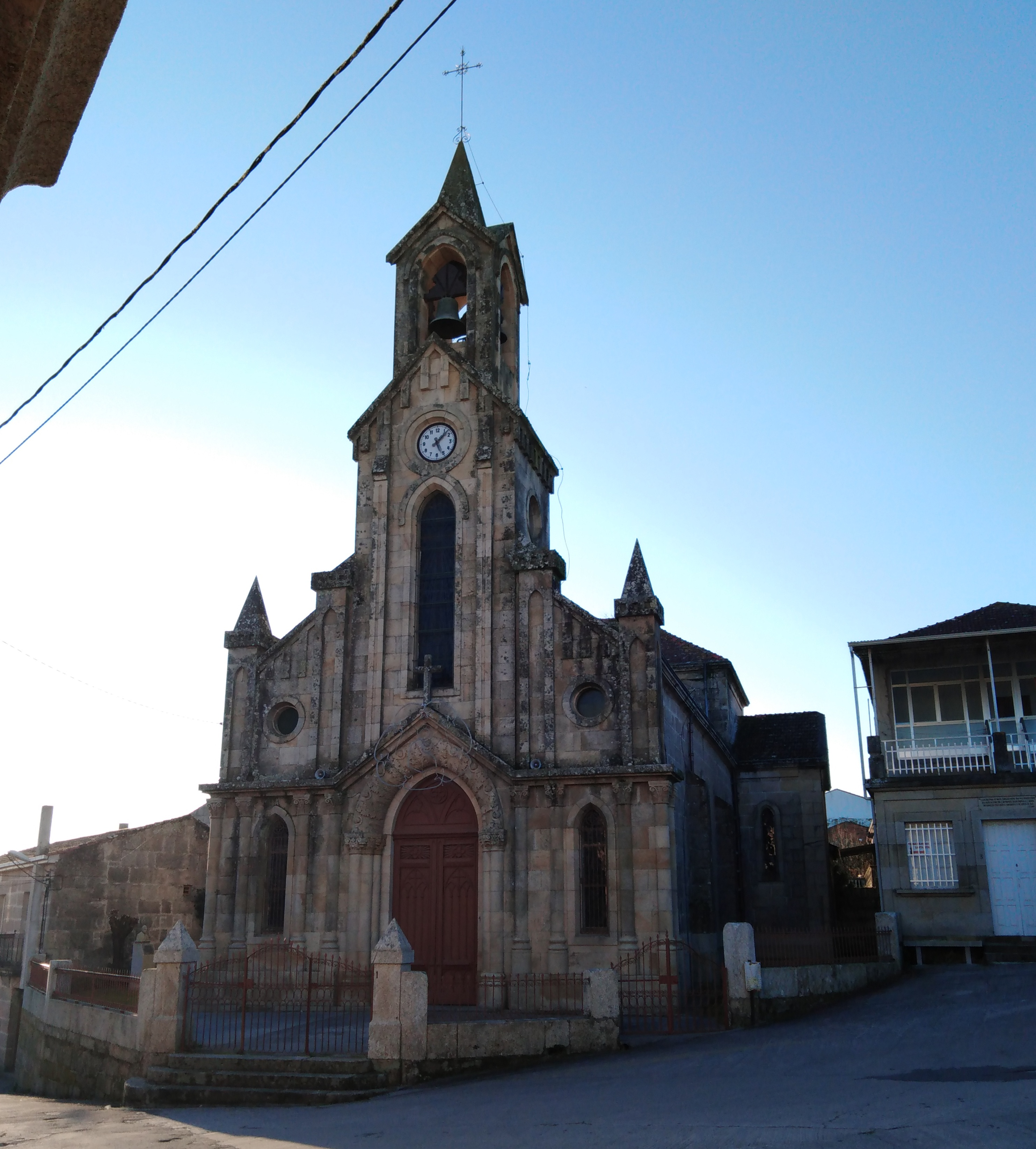
Marienkirche (Amarante)
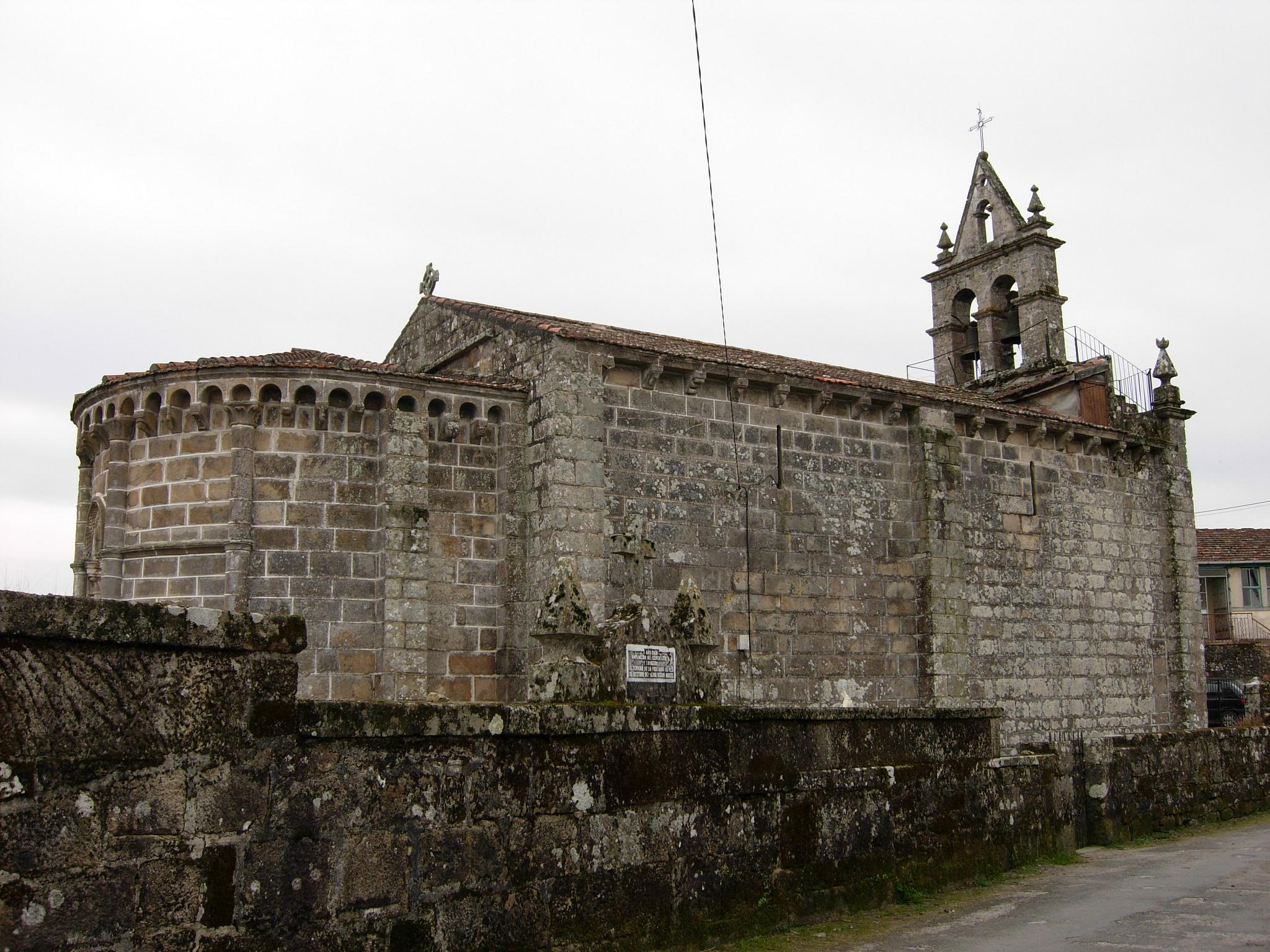
Marienkirche (Louredo)
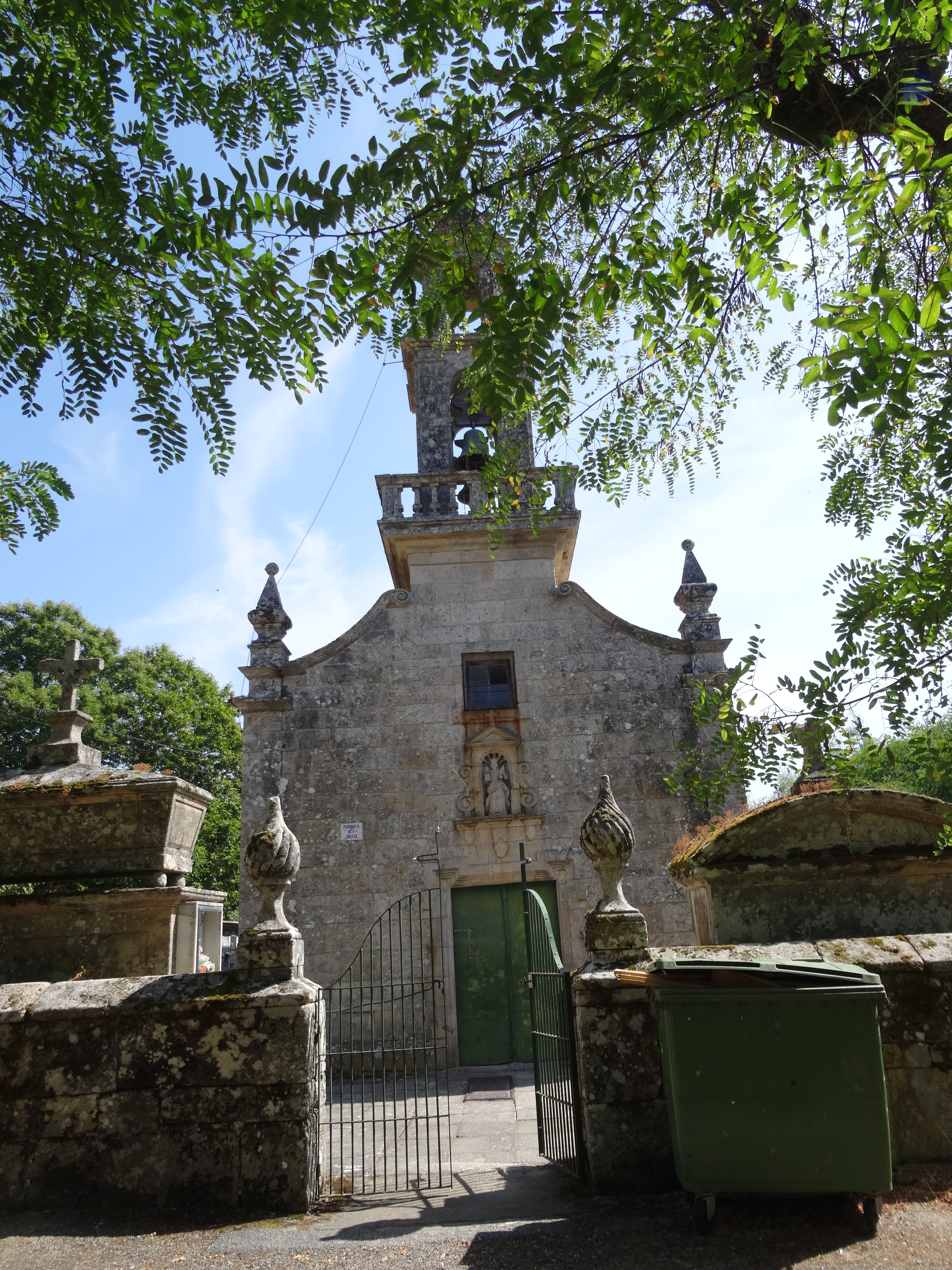
Michaeliskirche
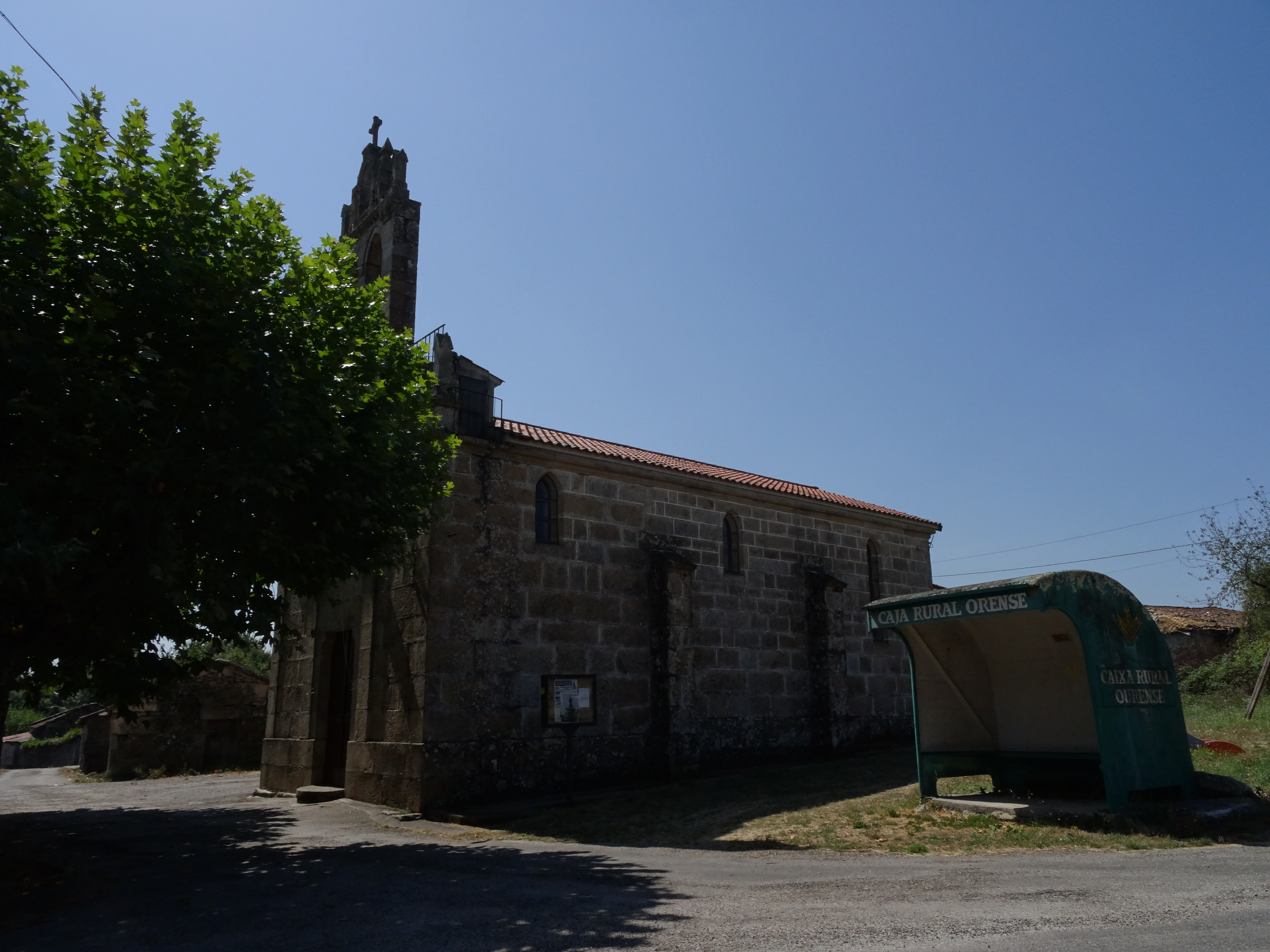
Kirche San Mamed
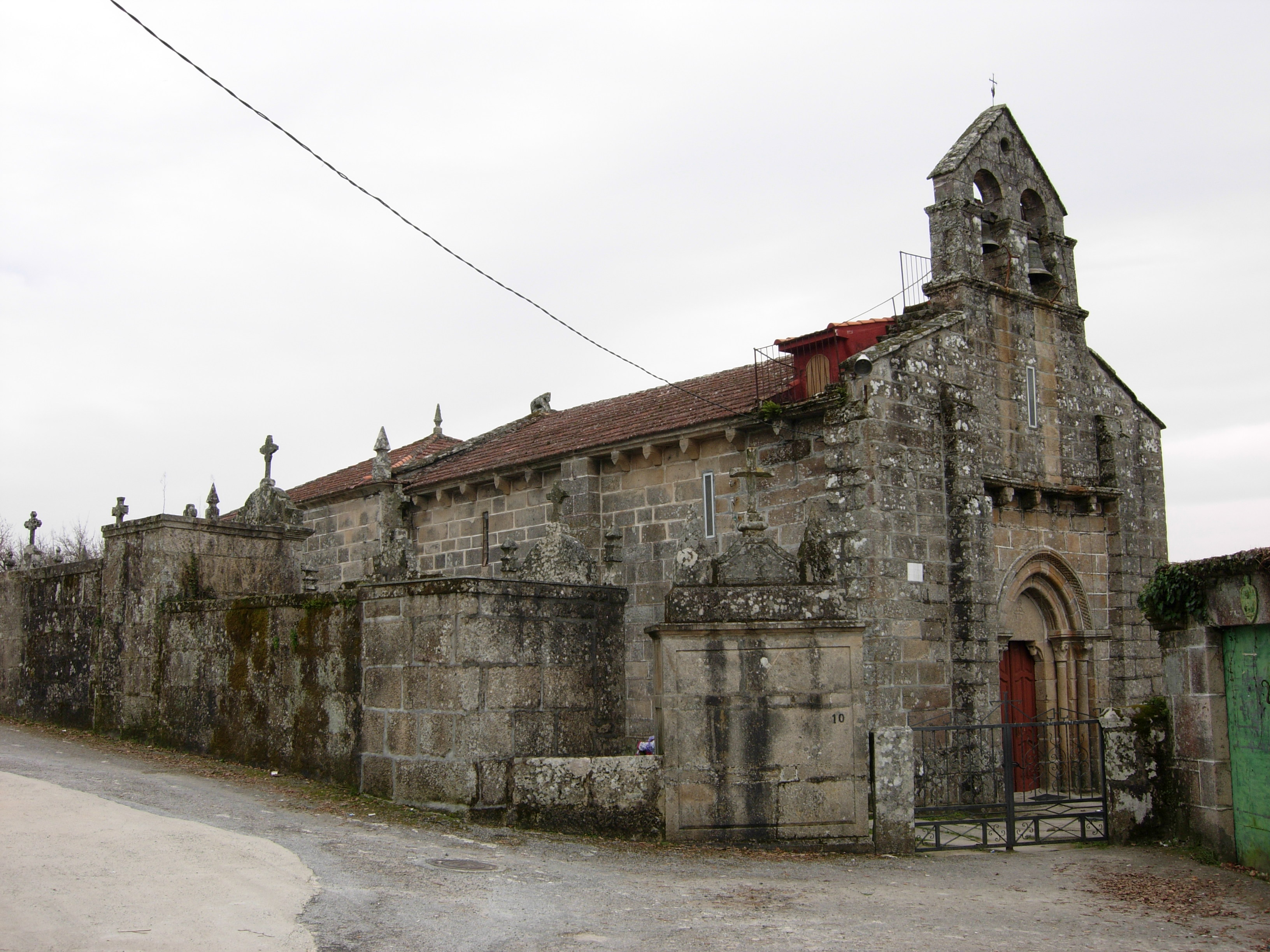
Peterskirche (Garabás)
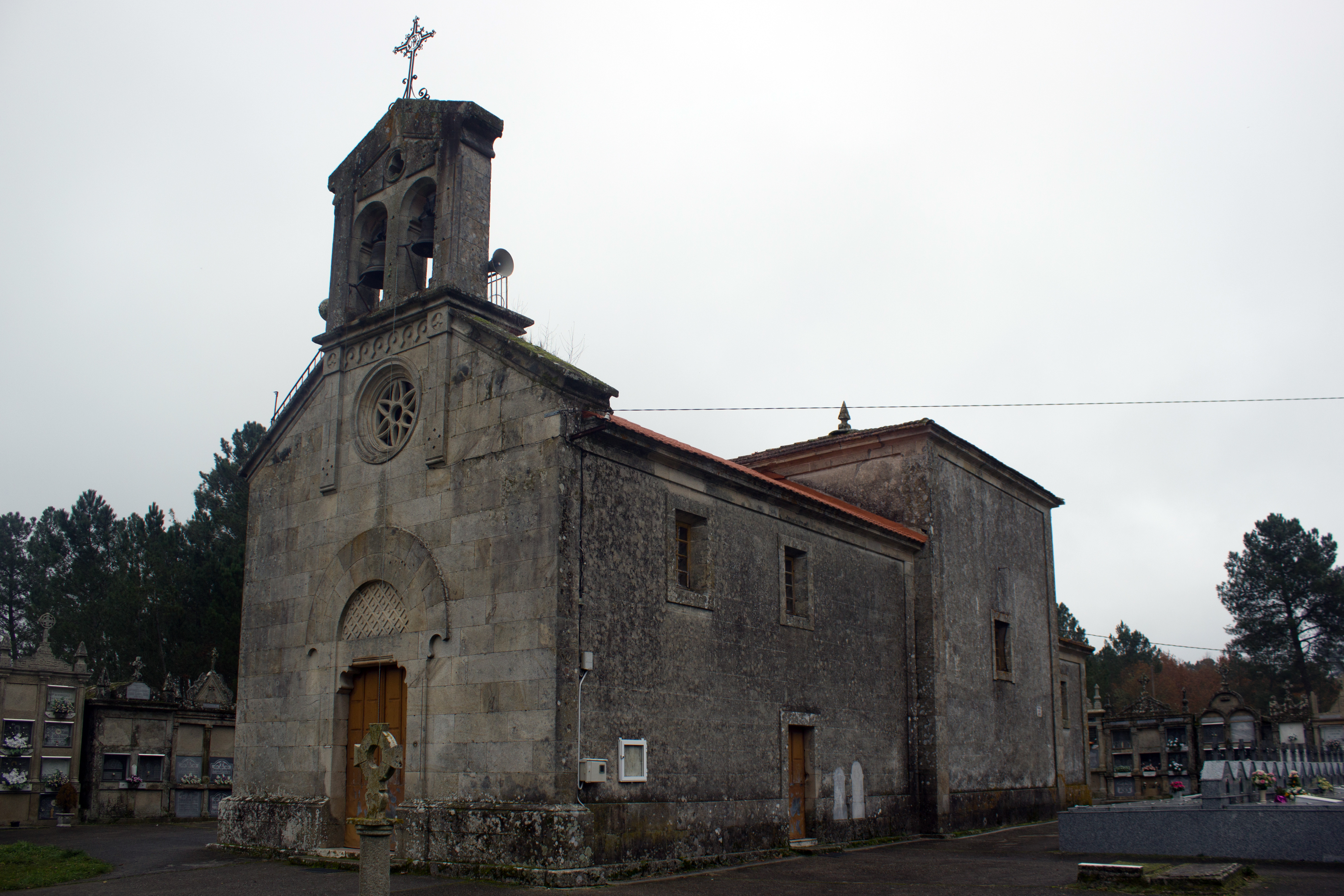
Martinskirche
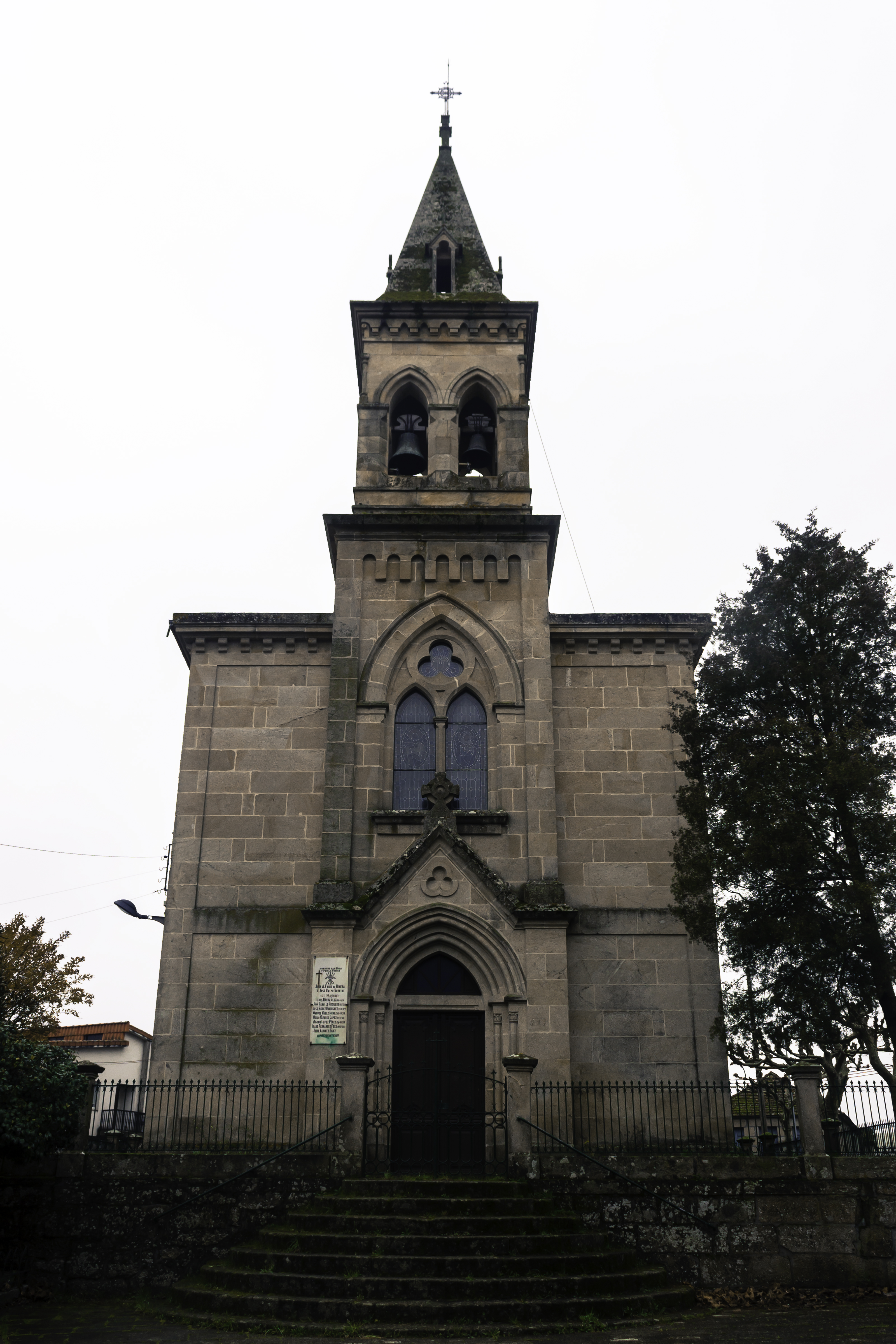
Thomaskirche
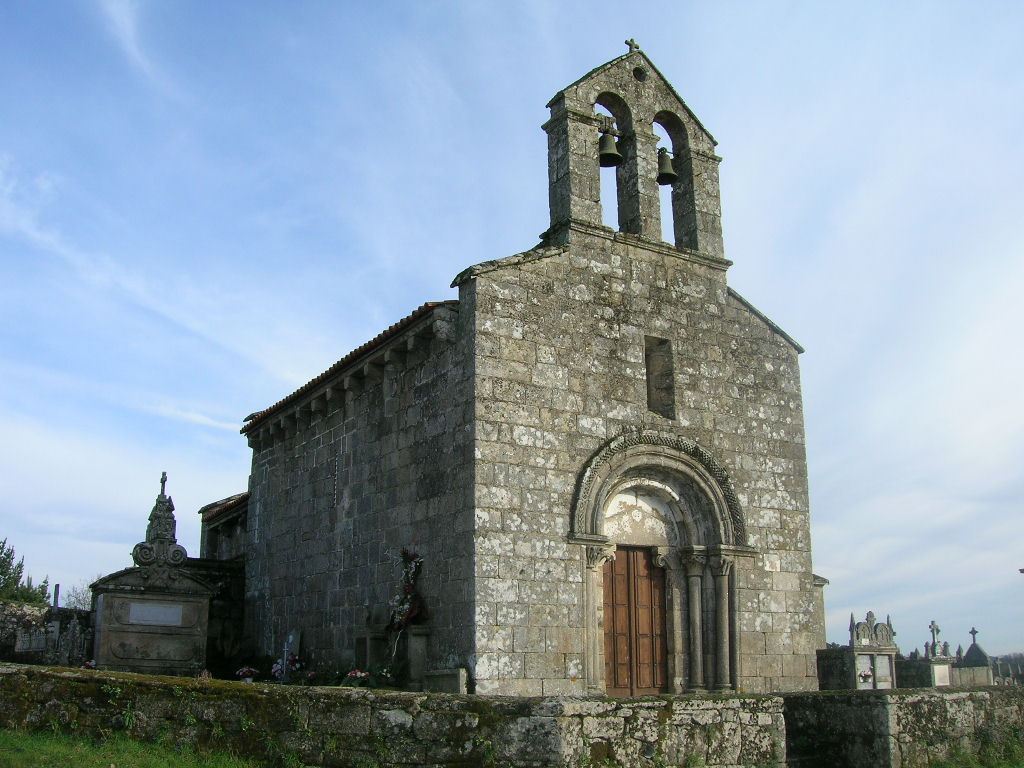
Alte Thomaskirche
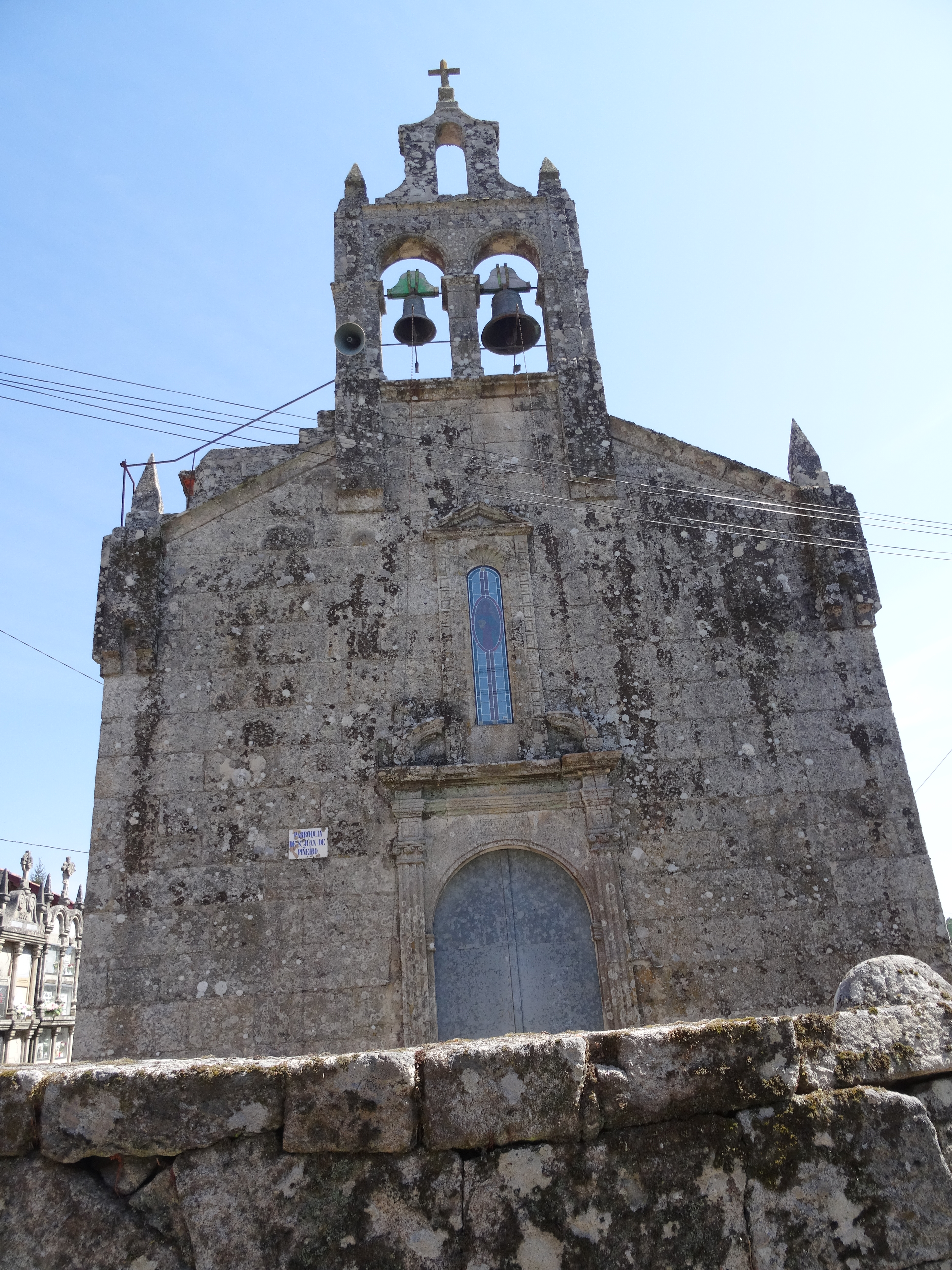
Johanniskirche
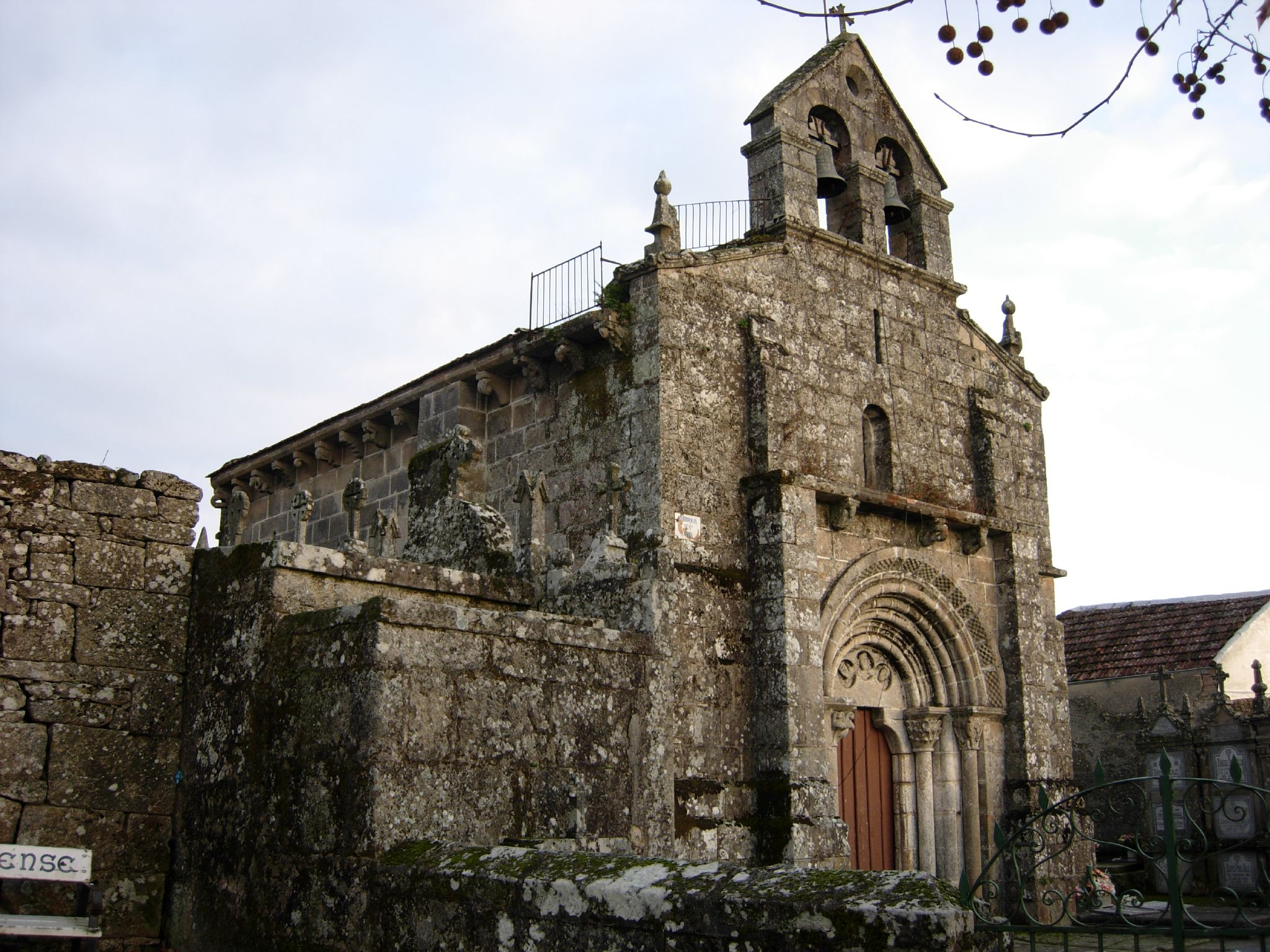
Kolumbakirche
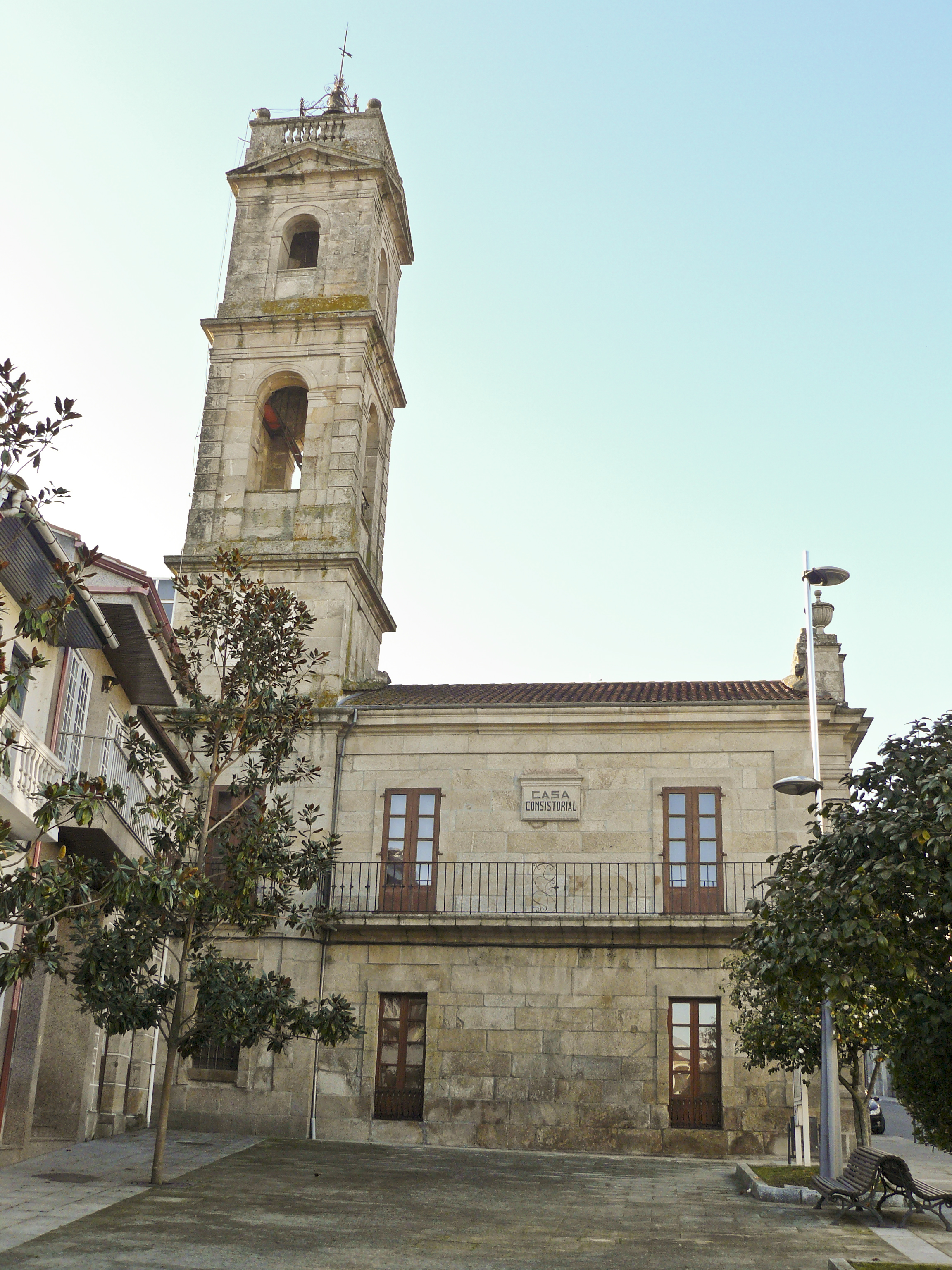
Rathaus

## Persönlichkeiten
- Víctor Campio Pereira (1928–2018), Schriftsteller
- Roberto Valle González (1950–2021), Architekt
- Camilo Estévez Puga (1924–1999), Bischof der Palmarianisch-katholische Kirche